# Stadio Giuseppe Grezar
Das Stadio Giuseppe Grezar ist ein im Umbau befindliches Fußballstadion mit Leichtathletikanlage in der italienischen Stadt Triest in der Region Friaul-Julisch Venetien. Von 1932 bis 1994 war das Stadion die Heimspielstätte der US Triestina. Anschließend zog der Verein in das Stadio Nereo Rocco, das in unmittelbarer Nachbarschaft liegt.
Seit 1967 trägt die Sportstätte den Namen des früheren Fußballspielers Giuseppe Grezar; der als einer von 18 Spielern des AC Turin und der insgesamt 31 Opfer beim Flugunfall von Superga am 4. Mai 1949 ums Leben kam. Im Jahr 2005 wurde es geschlossen; zurzeit wird es komplett umgebaut.

## Geschichte
Die Einweihung des Stadions mit ehemals 25.000 Plätzen fand am 29. September 1932 statt. Am zweiten Spieltag der Serie A empfing Triestina den SSC Neapel und man trennte sich mit einem 2:2-Unentschieden. Zur damaligen Zeit, unter der faschistischen Herrschaft von Benito Mussolini, erhielt es den Namen Stadio Littorio. Die Spielstätte wurde als eines von acht Stadien für die Fußball-Weltmeisterschaft 1934 errichtet. Das Giuseppe Grezar ist das einzige Stadion der Weltmeisterschaft 1934; in dem die Italienische Fußballnationalmannschaft bis heute kein Länderspiel ausgetragen hat. Nach dem Ende der Diktatur in Italien benannte man das Stadion 1943 in Stadio di Valmaura, nach dem Stadtteil der Stadt Triest, um.
Neben den Spielen der US Triestina fanden über die Zeit einige U-21 (1971, 1983) und U-23 bzw. B-Länderspiele (1934, 1955, 1968) der Italiener im Stadion statt. Für zwei Europapokalspiele nutzte Juventus Turin und der AC Mailand das Giuseppe Grezar. Am 13. November 1963 traf Juve auf den OFK Belgrad im Entscheidungsspiel der 1. Runde im Messestädte-Pokal. Turin siegte mit 1:0 und zog in die nächste Runde ein. Acht Jahre später am 29. September 1971 trafen der AC Mailand und Digenis Akritas Morphou aus Zypern im Rückspiel der 1. Runde des UEFA-Pokals aufeinander. Nach einem 4:0 im Hinspiel gewann der AC das Rückspiel mit 3:0 Toren. Der Zuschauerrekord wurde am 1. Dezember 1974 im Spiel der Serie D zwischen der US Triestina und der ASD Ponziana aufgestellt. Das Stadtduell lockte 20.360 Zuschauer in das Stadion; die sahen einen 0:1-Sieg von Ponziana. Nach dem Umzug in das Stadio Nereo Rocco diente die Anlage als Trainingsplatz und für die Leichtathletik.
Die Anlage wird seit 2005 komplett renoviert und wurde mit einer achtspurigen Leichtathletikanlage nach internationalem Standard versehen. Die Kosten wurden auf 13,5 Millionen Euro angesetzt. Die Bauarbeiten sollten trotz Verzögerungen, im Januar 2010 ging das ausführende Bauunternehmen Scarcia & Rossi in die Insolvenz, Ende 2011 bis Mitte 2012 komplett abgeschlossen sein. Dann bietet die Sportstätte insgesamt rund 6.200 Plätze; von denen sich 2.500 auf der überdachten Haupttribüne befinden werden. Das Spielfeld aus Naturrasen wird die Abmessungen von 100 × 60 Meter haben. Dies ermöglicht Fußballspiele wie auch die Wurf-Wettbewerbe der Leichtathletik. Das Stadion erhält sechs Umkleidekabinen. Neben den vier Mannschaftskabinen sind die beiden weiteren Räume für die Trainer und Schiedsrichter vorgesehen. Des Weiteren werden Räumlichkeiten für die Leichtathletik-Kampfrichter, medizinische Behandlungen und Anti-Doping-Tests sowie eine elektronische Anzeigetafel und eine Beschallungsanlage vorhanden sein. Die Leichtathletikanlage erhält moderne Technik für die Ermittlung von Zeiten und Weiten.
Der geplante Eröffnungstermin Mitte 2012 konnte nicht gehalten werden. Im Frühjahr 2013 konnten nach einem Treffen der Stadt Triest mit FIDAL Friuli Venezia Giulia, einem regionalen Ausschuss des italienischen Leichtathletikverbandes FIDAL, die sportlichen Anlagen des Stadions freigegeben werden. Die Tribünen und Inneneinrichtung wie Unkleidekabinen sollten später im Jahr komplettiert werden. Mit einer Parade von 24 Vereinen und mehr als 200 Sportlern sowie dem symbolischen Durchschneiden des Bandes wurde die Einweihung feierlich begangen.
Im November 2013 beschwerte sich Guido Germano Pettarin, der Vorsitzenden des FIDAL Friuli Venezia Giulia, über den katastrophalen Zustand des Stadions. Seit der Einweihung der Sportanlagen ruht der Weiterbau. Die Tribünen sind weiterhin ohne Sitze. Die Büroräume des FIDAL Friuli Venezia Giulia und die Umkleiden sind in Provisorien untergebracht. Durch löchrigen Maschendrahtzaun gelangten Wildschweine auf das Gelände und zerwühlten es. Es wird über einen Auszug des Verbandes nachgedacht, da das Grezar in seinem Zustand nicht voll nutzbar ist.

## Fußball-Weltmeisterschaft 1934
- 27. Mai 1934, Achtelfinale:  Tschechoslowakei –  Rumänien 2:1 (0:1)